# 프린스 하심 스타디움
프린스 하심 경기장(아랍어: ملعب الأمير هاشم, 영어: Prince Hashim Stadium)은 요르단 아르람타에 있는 다목적 경기장이다. 현재는 주로 알람타 SC 축구 경기에 사용된다. 경기장에는 5,000명을 수용할 수 있다.